# Baila Conmigo
 (janvier 2021).
La mise en forme du texte ne suit pas les recommandations de Wikipédia : il faut le « wikifier ».
Les points d'amélioration suivants sont les cas les plus fréquents. Le détail des points à revoir est peut-être précisé sur la page de discussion.
- Les titres sont pré-formatés par le logiciel. Ils ne sont ni en capitales, ni en gras.
- Le texte ne doit pas être écrit en capitales (les noms de famille non plus), ni en gras, ni en italique, ni en « petit »…
- Le gras n'est utilisé que pour surligner le titre de l'article dans l'introduction, une seule fois.
- L'italique est rarement utilisé : mots en langue étrangère, titres d'œuvres, noms de bateaux, etc.
- Les citations ne sont pas en italique mais en corps de texte normal. Elles sont entourées par des guillemets français : « et ».
- Les listes à puces sont à éviter, des paragraphes rédigés étant largement préférés. Les tableaux sont à réserver à la présentation de données structurées (résultats, etc.).
- Les appels de note de bas de page (petits chiffres en exposant, introduits par l'outil «  Source ») sont à placer entre la fin de phrase et le point final[comme ça].
- Les liens internes (vers d'autres articles de Wikipédia) sont à choisir avec parcimonie. Créez des liens vers des articles approfondissant le sujet. Les termes génériques sans rapport avec le sujet sont à éviter, ainsi que les répétitions de liens vers un même terme.
- Les liens externes sont à placer uniquement dans une section « Liens externes », à la fin de l'article. Ces liens sont à choisir avec parcimonie suivant les règles définies. Si un lien sert de source à l'article, son insertion dans le texte est à faire par les notes de bas de page.
- La présentation des références doit suivre les conventions bibliographiques. Il est recommandé d'utiliser les modèles {{Ouvrage}}, {{Chapitre}}, {{Article}}, {{Lien web}} et/ou {{Bibliographie}}. Le mode d'édition visuel peut mettre en forme automatiquement les références.
- Insérer une infobox (cadre d'informations à droite) n'est pas obligatoire pour parachever la mise en page.

Pour une aide détaillée, merci de consulter Aide:Wikification.
Si vous pensez que ces points ont été résolus, vous pouvez retirer ce bandeau et améliorer la mise en forme d'un autre article.
Singles de Selena Gomez
De Una Vez
(2021) Selfish Love
(2021)
Singles par Rauw Alejandro
Lento (Remix)
(2021)
Baila Conmigo est une chanson de la chanteuse américaine Selena Gomez et du rappeur portoricain Rauw Alejandro. Le single est sorti le 29 janvier 2021, label Interscope Records, en tant que deuxième single du prochain EP de Selena Gomez, Revelación qui est le tout premier album espagnol de sa carrière. Il s'agit du deuxième single extrait de l'album  parmi les sept autres titres, le premier étant De Una Vez sorti deux semaines auparavant,,.

## Historique
En décembre 2020, Selena Gomez déclare qu'elle a « tout un petit navire de bonnes choses à venir », et Billboard rajoute que cela « pourrait inclure un projet en espagnol ». Diverses peintures murales ont été repérées au Mexique, indiquant les titres des chansons De Una Vez et Baila Conmigo, générant des spéculations parmi les fans et les médias grand public que Selena Gomez publierait bientôt de la musique latine.
Le 14 janvier 2021, Selena Gomez sort De Una Vez en tant que premier single de son prochain projet en espagnol. Les mots baila conmigo ont été vus à la fin du clip vidéo. Le 26 janvier 2021, Selena Gomez annonce que la chanson Baila Conmigo serait disponible le 29 janvier 2021.
Le 12 mars 2021, son album Revelación voit le jour, Selena Gomez précise bien que cela pourrait être le dernier album de sa carrière musicale. 

## Performances commerciales
- Baila Conmigo est le troisième plus gros départ pour une chanson dans le Global Spotify Chart en  2021[6].
- Ce single atteint en 2022 plus de 142 millions de vues[7] sur Youtube[8].
- Baila Conmigo est disponible sur toutes les plateformes de musiques.

## Versions
| Pays   | Date            | Format                       | Label        | Réf.  |
| ------ | --------------- | ---------------------------- | ------------ | ----- |
| Divers | 29 janvier 2021 | - Téléchargement - Streaming | - Interscope | [ 9 ] |